# Critère de stabilité de Toomre
En astrophysique, le critère de stabilité de Toomre, ou critère de Safronov-Toomre, est une relation entre les paramètres d'un disque d'accrétion en rotation différentielle qui peut être utilisée pour déterminer approximativement si un tel système est stable. Dans le cas d'un fluide stationnaire, le critère de stabilité de Jeans peut être utilisé pour comparer la force de gravité avec celle de la pression thermique. Dans le cas d'un disque en rotation différentielle, la force de cisaillement permet d'ajouter une force stabilisatrice.
Le critère de Toomre s'exprime de la façon suivante : un disque en rotation différentielle est stable si
{\displaystyle {\frac {c_{s}\kappa }{\pi G\Sigma }}>1}
où {\displaystyle c_{s}} est la vitesse du son, {\displaystyle \kappa } est la fréquence épicyclique, G est la constante gravitationnelle de Newton, et {\displaystyle \Sigma } est la densité de surface du disque.
Le paramètre de Toomre  Q est souvent défini comme la partie de gauche de l'équation précédente.
{\displaystyle Q_{\mathrm {gaz} }={\frac {c_{s}\kappa }{\pi G\Sigma }}.}
Le critère de stabilité peut alors simplement être exprimé par {\displaystyle Q>1}.
La discussion précédente est valable pour un disque gazeux, mais une analyse similaire peut être appliquée à un disque d'étoiles (par exemple, le disque d'une galaxie). De cette analyse résulte un paramètre cinématique Q,
{\displaystyle Q_{\mathrm {etoile} }={\frac {\sigma _{R}\kappa }{3.36G\Sigma }}}
où {\displaystyle \sigma _{r}} est la dispersion de la vitesse radiale, et {\displaystyle \kappa } est la fréquence épicyclique locale.

## Contexte scientifique
De nombreux objets astrophysiques sont le résultat de l'effondrement gravitationnel d'objets gazeux (par exemple, la formation d'étoiles se produit lorsque des nuages moléculaires s'effondrent sous l'effet de la gravité). De ce fait, la stabilité des systèmes gazeux est d'un intérêt majeur. En général, un système physique est « stable » s'il est en équilibre (les forces auxquelles est soumis le systèmes se compensent et le rendent statique), et si cet équilibre est stable, c'est-à-dire que si le système subit une légère perturbation, il aura tendance à retourner à l'état d'équilibre.
Un outil de base pour l'analyse de la stabilité gravitationnelle est le critère de Jeans, qui ne considère que l'équilibre entre la gravité et la pression thermique dans un gaz. Un nouveau critère qui tient compte non seulement de la gravité et de la pression, mais aussi des forces de cisaillement liées à la rotation différentielle a été établi par Viktor Safronov dans les années 1960 pour des disques fins, de densité uniforme, d'épaisseur constante et en rotation Képlérienne autour d'une masse centrale. L'analyse a ensuite été élargie par Alar Toomre en 1964 pour des disques stellaires fins mais de densité et de vitesse arbitraires. 